# بوریس موروکوف
بوریس ولادیمیروویچ موروکوف (به انگلیسی: Boris Vladimirovich Morukov) فضانورد اهل روسیه بود که در ۱ اکتبر ۱۹۵۰ در مسکو زاده شد. وی در مأموریت اس‌تی‌اس-۱۰۶ حضور داشته است.